# Steve Krug
Steve Krug és un professional en UX (experiència d'usuari) i en Arquitectura de la informació actualment treballant en Chesnut Hill, Massachusetts. És conegut pel seu llibre "Don't Make Me Think" sobre interacció persona-ordinador i usabilitat web. També dirigeix ell mateix una empresa de consultoria anomenada Advanced Common Sense. Krug ofereix sessions d'assessorament a domicili on imparteix classes sobre usability testing i proporciona assessorament dirigit als clients en estratègies d'usabilitat web. Krug publicà Rocket Surgery Made Easy: The Do-It-Yourself Guide to Finding and Fixing Usability Problems en 2009.